# New York Jets 1997
La stagione 1997 dei New York Jets è stata la 28ª della franchigia nella National Football League, la 38ª complessiva. Dopo che nell'anno precedente aveva terminato col peggior record della lega, 1–15, la squadra salì a 9-7, mancando i playoff di poco a causa della sconfitta nell'ultima gara dell'anno. La svolta giunse anche grazie all'arrivo dell'allenatore futuro membro della Hall of Fame Bill Parcells, che sostituì Rich Kotite, e veniva dalla qualificazione al Super Bowl dell'anno precedente con i New England Patriots.

## Scelte nel Draft 1997
| Scelte dei Jets nel Draft 1997 | Scelte dei Jets nel Draft 1997 | Scelte dei Jets nel Draft 1997 | Scelte dei Jets nel Draft 1997 | Scelte dei Jets nel Draft 1997 |
| Giro                           | Scelta                         | Giocatore                      | Ruolo                          | College                        |
| ------------------------------ | ------------------------------ | ------------------------------ | ------------------------------ | ------------------------------ |
| 1                              | 8                              | James Farrior                  | Linebacker                     | Virginia                       |
| 2                              | 31                             | Rick Terry                     | Defensive Tackle               | North Carolina                 |
| 3                              | 88                             | Dedric Ward                    | Wide Receiver                  | Northern Iowa                  |
| 4                              | 102                            | Terry Day                      | Defensive End                  | Mississippi State              |
| 4                              | 104                            | Leon Johnson                   | Running Back                   | North Carolina                 |
| 5                              | 131                            | Lamont Burns                   | Guard                          | East Carolina                  |
| 5                              | 145                            | Ray Austin                     | Defensive Back                 | Tennessee                      |
| 6                              | 164                            | Tim Scharf                     | Linebacker                     | Northwestern                   |
| 6                              | 191                            | Chuck Clements                 | Quarterback                    | Houston                        |
| 7                              | 202                            | Steve Rosga                    | Defensive Back                 | Colorado                       |
| 7                              | 229                            | Jason Ferguson                 | Defensive Tackle               | Georgia                        |

## Roster
| Roster dei New York Jets nel 1997 |
| --- |
| Quarterback - 7 Chuck Clements - 4 Glenn Foley - 14 Neil O'Donnell Running Back - 20 Richie Anderson - 32 Leon Johnson - 29 Adrian Murrell - 22 Lorenzo Neal FB Wide Receiver - 80 Wayne Chrebet - 81 Jeff Graham - 19 Keyshawn Johnson - 86 Alex Van Dyke - 89 Dedric Ward Tight End - 84 Fred Baxter - 88 Kyle Brady - 85 John Burke Offensive Linemen - 62 Roger Duffy C - 76 Jumbo Elliott T - 65 John Hudson C - 75 Siupeli Malamala T - 70 Matt O'Dwyer G - 66 Lonnie Palelei G - 69 William Roberts G - 73 David Williams T Defensive Linemen - 98 Ronnie Dixon DT - 99 Hugh Douglas DE - 92 Bobby Hamilton DE - 93 Ernie Logan DT - 95 Rick Lyle DE - 94 Rick Terry DT Linebacker - 53 Chad Cascadden - 58 James Farrior - 51 Matt Finkes - 54 Dwayne Gordon - 52 Pepper Johnson - 55 Marvin Jones - 57 Mo Lewis Defensive Back - 36 Ray Austin - 44 Corwin Brown S - 42 Marcus Coleman CB - 31 Aaron Glenn CB - 30 Chris Hayes - 26 Jerome Henderson FS - 24 Ray Mickens CB - 45 Otis Smith CB Special Team - 9 John Hall K - 11 Brian Hansen P |
| Legenda - I rookie sono in corsivo. - Il primo ruolo è il principale mentre gli eventuali successivi indicano i ruoli secondari. - (IR) sta per Injured Reserve ed indica la lista ristretta per un solo giocatore infortunato che può tornare ad allenarsi dopo la settimana 6 e a rientrare in prima squadra dopo che questa ha giocato 8 partite. - (NF-Inj.) / (NF-Ill.) stanno rispettivamente per Non-Football Injured e Non-Football Illness ed indicano le liste dove viene inserito un giocatore che ha un infortunio o una malattia non dipendente dal football americano. - (PUP) sta per Physically Unable to Perform ed indica la lista dove viene inserito un giocatore mentre è in attesa di recuperare la condizione fisica. Nella stagione regolare dopo la sesta partita giocata dalla propria squadra, il giocatore ha tempo tre settimane per riprendere ad allenarsi, più tre settimane aggiuntive dal suo rientro agli allenamenti per rientrare in prima squadra.                                                                 |

## Calendario
| Stagione regolare | Stagione regolare    | Stagione regolare  | Stagione regolare  |
| Turno             | Avversario           | Risultato          | Stadio             |
| ----------------- | -------------------- | ------------------ | ------------------ |
| 1                 | Seattle Seahawks     | V 41–3             | Kingdome           |
| 2                 | Buffalo Bills        | S 28–22            | Giants Stadium     |
| 3                 | New England Patriots | S 27–24 (dts)      | Foxboro Stadium    |
| 4                 | Oakland Raiders      | V 23–22            | Giants Stadium     |
| 5                 | Cincinnati Bengals   | V 31–14            | Cinergy Field      |
| 6                 | Indianapolis Colts   | V 16–12            | RCA Dome           |
| 7                 | Miami Dolphins       | S 31–20            | Giants Stadium     |
| 8                 | New England Patriots | V 24–19            | Giants Stadium     |
| 9                 | Settimana di pausa   | Settimana di pausa | Settimana di pausa |
| 10                | Baltimore Ravens     | V 19–16 (dts)      | Giants Stadium     |
| 11                | Miami Dolphins       | S 24–17            | Pro Player Stadium |
| 12                | Chicago Bears        | V 23–15            | Soldier Field      |
| 13                | Minnesota Vikings    | V 23–21            | Giants Stadium     |
| 14                | Buffalo Bills        | S 20–10            | Rich Stadium       |
| 15                | Indianapolis Colts   | S 22–14            | Giants Stadium     |
| 16                | Tampa Bay Buccaneers | V 31–0             | Giants Stadium     |
| 17                | Detroit Lions        | S 13–10            | Pontiac Silverdome |

## Classifiche
| AFC East                 | AFC East | AFC East | AFC East | AFC East | AFC East | AFC East | AFC East |
|                          | V        | S        | P        | %        | PF       | PS       | STR      |
| ------------------------ | -------- | -------- | -------- | -------- | -------- | -------- | -------- |
| (3) New England Patriots | 10       | 6        | 0        | .625     | 369      | 289      | V1       |
| (6) Miami Dolphins       | 9        | 7        | 0        | .563     | 339      | 327      | S2       |
| New York Jets            | 9        | 7        | 0        | .563     | 348      | 287      | S1       |
| Buffalo Bills            | 6        | 10       | 0        | .375     | 255      | 367      | S3       |
| Indianapolis Colts       | 3        | 13       | 0        | .188     | 313      | 401      | S1       |